# Rudolf I. z Altenburgu
Rudolf I. z Altenburgu (985/990 – kolem 1063, před 1. březnem 1064) byl altenburský hrabě z rodu Habsburků.

## Život
Narodil se jako syn hraběte Lancelina. Zdědil po něm statky v Horním Alsasku a Raužském Jurovi s městem Altenburgem. Se svou ženou Kunhutou, která mohla pocházet z rodu Zollernů, založil ženský klášter Ottmarsheim. Roku 1053 se na straně papeže Lva IX. v jižní Itálii patrně zúčastnil bojů proti Normanům. Nezanechal po sobě žádné potomky, pročež jeho majetek poté, co kolem roku 1063 zemřel, spadl na následníky jeho zesnulého bratra Radbota, s nímž si dříve rozdělil dědictví po otci Lancelinovi.